# 1982 في إيطاليا
فيما يلي قوائم الأحداث التي وقعت خلال عام 1982 في إيطاليا.

## سياسة

### تعيين في المنصب
- 1 ديسمبر – أمنتوري فانفاني رئيس وزراء إيطاليا.

### انتهاء فترة المنصب
- 1 ديسمبر – جيوفاني سبادوليني رئيس وزراء إيطاليا.

## رياضة
- 1 يناير – بطولة العالم للعدو الريفي 1982

## مواليد

### يناير
- 1 يناير – أوليفيا شاني موسيقية بريطانية.
- 2 يناير – دافيدي مورو لاعب كرة قدم إيطالي.
- 3 يناير – لوكا غاري
- 4 يناير – فابيو غاتي لاعب كرة قدم إيطالي.
- 5 يناير – جيوفاني باسكوالي لاعب كرة قدم إيطالي.
- 7 يناير – أندريا بيسانو لاعب كرة قدم إيطالي.
- 8 يناير – إيمانويلي كالايو لاعب كرة قدم إيطالي.
- 25 يناير – نويمي
- 31 يناير – سالفاتوري ماسيلو لاعب كرة قدم إيطالي.
- 31 يناير – فرانشيسكو بارافيتشيني لاعب كرة قدم إيطالي.

### فبراير
- 5 فبراير – ماركو دي ميكو
- 11 فبراير – كريستيان ماجيو لاعب كرة قدم إيطالي.
- 16 فبراير – فرانشيسكو موديستو لاعب كرة قدم إيطالي.
- 22 فبراير – كريستيان سافاني
- 25 فبراير – فلافيا بينيتا لاعبة كرة مضرب إيطالية.
- 27 فبراير – دانييلي مارتينيلي لاعب كرة قدم إيطالي.

### مارس
- 5 مارس – جيورجيا بالماس
- 12 مارس – مانويل يوري لاعب كرة قدم إيطالي.
- 13 مارس – مانويل باسكوال لاعب كرة قدم إيطالي.
- 21 مارس – ماريا إلينا كاميرين لاعبة كرة مضرب إيطالية.
- 22 مارس – إنريكو جاسباروتو درّاج طريق إيطالي.

### أبريل
- 2 أبريل – ماركو أميليا لاعب كرة قدم إيطالي.
- 14 أبريل – كلوديا روماني عارضة إيطالية.
- 19 أبريل – دانييلي كولي درّاج طريق إيطالي.

### مايو
- 4 مايو – ميشيل دي روكو ملاكم إيطالي.
- 10 مايو – فيتوريو إيانوزو متسابق دراجات نارية إيطالي.
- 15 مايو – آنا فلوريس لاعبة كرة مضرب إيطالية.
- 25 مايو – جياندومينيكو ميستو لاعب كرة قدم إيطالي.

### يونيو
- 3 يونيو – غايتانو داغوستينو لاعب كرة قدم إيطالي.
- 18 يونيو – ماركو بورييلو لاعب كرة قدم إيطالي.

### يوليو
- 5 يوليو – ألبيرتو جيلاردينو لاعب كرة قدم إيطالي.
- 10 يوليو – سيموني بيسكي لاعب كرة قدم إيطالي.
- 12 يوليو – أنطونيو كاسانو لاعب كرة قدم إيطالي.
- 13 يوليو – إليونورا بيدرون

### أغسطس
- 4 أغسطس – لوكا أنتونيني لاعب كرة قدم إيطالي.
- 5 أغسطس – ميتشيلي بازينزا لاعب كرة قدم إيطالي.
- 7 أغسطس – ماركو ميلاندري
- 8 أغسطس – إنريكو فرانزوي
- 20 أغسطس – أريسا مغنية إيطالية.

### سبتمبر
- 11 سبتمبر – ميشيل دانيسي متسابق دراجات نارية إيطالي.
- 12 سبتمبر – بيترو أكاردي لاعب كرة قدم إيطالي.

### أكتوبر
- 15 أكتوبر – ناتالي فيرين لاعبة كرة مضرب إيطالية.

### نوفمبر
- 15 نوفمبر – أناليزا بونا لاعبة كرة مضرب إيطالية.
- 19 نوفمبر – فرانشيسكو رضا درّاج طريق إيطالي.
- 25 نوفمبر – فيتانجيلو سبادافيتشيا لاعب كرة قدم إيطالي.
- 26 نوفمبر – باولا برومانا لاعبة كرة قدم إيطالية.
- 30 نوفمبر – دومينيكو بوزوفيفو درّاج طريق إيطالي.

### ديسمبر
- 6 ديسمبر – ماورو ليبوردي لاعب كرة سلة إيطالي.
- 20 ديسمبر – توماس تالفي متسابق دراجات نارية إيطالي.
- 27 ديسمبر – إليسا ايزواردي

## وفيات

### مارس
- 31 مارس – جو دندي (مواليد 1903) ملاكم من الولايات المتحدة الأمريكية.

### يونيو
- 18 يونيو – روبرتو كالفي (مواليد 1920) مصرفي إيطالي.

### أكتوبر
- 8 أكتوبر – جورجيو أورسي (مواليد 1943) درّاج طريق إيطالي.

### نوفمبر
- 27 نوفمبر – كاميلو بيرتاريللي (مواليد 1886) دراج إيطالي.

### ديسمبر
- 2 ديسمبر – جيوفاني فيراري (مواليد 1907) لاعب كرة قدم إيطالي.